# أفانيزومينون
أفانيزومينون (بالإنجليزية: Aphanizomenon)‏ هي جنس من البكتيريا، سلبية الغرام، تتبع النوستكية.